# Большая Каменушка (приток Кондомы)
Большая Каменушка — река в России, протекает по Таштагольскому району Кемеровской области.
Устье реки находится на высоте 442 м над уровнем моря в 317 км по правому берегу реки Кондома. Длина реки составляет 12 км.

## Данные водного реестра
По данным государственного водного реестра России относится к Верхнеобскому бассейновому округу, водохозяйственный участок реки — Кондома, речной подбассейн реки — Томь. Речной бассейн реки — (Верхняя) Обь до впадения Иртыша.
Код водного объекта в государственном водном реестре — 13010300112115200009448.